# ザパドナヤ・ドヴィナ
座標: 北緯56度15分47.88秒 東経32度5分2.04秒 / 北緯56.2633000度 東経32.0839000度

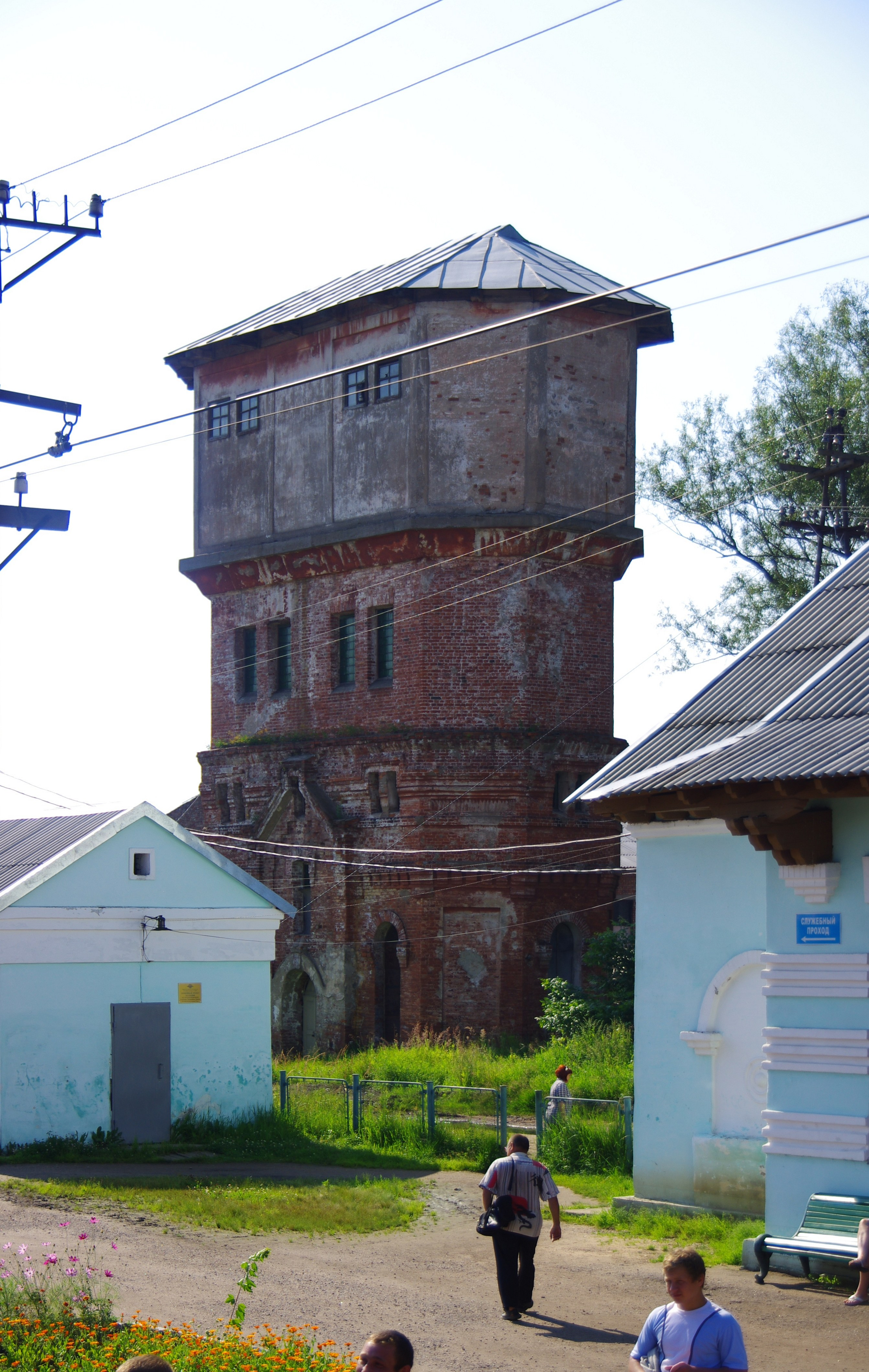

ザパドナヤ・ドヴィナ（ロシア語: За́падная Двина́, Zapadnaya Dvina）は、ロシアのトヴェリ州にある町。人口は7,869人（2021年）。ヴァルダイ丘陵の南西の縁、ダウガヴァ川（西ドヴィナ川）の上流の右岸にあり、町の名も「西ドヴィナ」にちなむ。
1900年、モスクワ-リガ-ヴェンツピルス港間を結ぶ民営鉄道の建設にともない集落が誕生した。西ドヴィナ川を鉄道が渡ることから、駅名と集落の名は「西ドヴィナ」（ザーパドナヤ・ドヴィナー）となった。この集落は1927年に都市型集落となり、1937年に市の地位を得た。
第二次世界大戦では1941年10月6日からドイツ国防軍に占領されたが、赤軍のトロペツ＝ホルム反攻により、1942年1月21日に赤軍北西戦線が奪還した。
モスクワのリガ駅からの距離は378kmである。またモスクワ-ヴェリーキエ・ルーキを結びリガに至るロシア連邦道路M9が街を通る。主な産業は林業、製材、食品などとなっている。